# Antimatéria
Em física de partículas e química quântica, antimatéria é a extensão do conceito de antipartícula da matéria, por meio de que a antimatéria é composta das chamadas antipartículas, da mesma maneira que matéria normal está composta das partículas subatômicas.
Por exemplo, pósitrons (elétrons com carga positiva), antiprótons (prótons com carga negativa) e antinêutrons (com carga nula como os nêutrons, mas contrários a estes no que diz respeito a outras particularidades) poderiam dar forma a antiátomos, da mesma maneira que elétrons, prótons e nêutrons dão forma a átomos normais da matéria.
Além disso, a mistura da matéria e da antimatéria conduziria ao aniquilamento de ambas, da mesma maneira que a mistura das antipartículas e das partículas, criando assim fótons de grande energia (raios gama) e outros pares de partículas e antipartículas. As partículas que resultam do aniquilamento matéria–antimatéria são dotadas de energia igual à diferença entre a massa de repouso dos produtos do aniquilamento e a massa de repouso do par original da matéria-antimatéria, que é sempre grande (ver: aniquilação pósitron-elétron).

## Introdução
Em 1928, o físico teórico britânico Paul Dirac elaborou uma equação que leva seu nome. Esta equação tornou possível antever a existência dos pósitrons e, portanto, a existência da antimatéria.
Há uma especulação considerável na ciência e na ficção científica a respeito do motivo pelo qual o universo observado parece ser constituído inteiramente de matéria. Especula-se a respeito de outros lugares possivelmente constituídos apenas por antimatéria. Atualmente, a assimetria aparente entre matéria e antimatéria é um dos maiores problemas sem solução da física. O possível processo pelo qual ocorreu é explorado mais detalhadamente na bariogênese.
Em 1995, foram produzidos antiátomos de anti-hidrogênio, assim como núcleos de anti-deutério, criados a partir de um antipróton e um antinêutron. Já em 2011, uma colaboração, que reuniu 584 cientistas e que contou com físicos da USP e Unicamp, produziu, no Laboratório Nacional Brookhaven (EUA), antinúcleos de Hélio, formados por dois antiprótons e dois antinêutrons, a porção de antimatéria mais pesada já produzida.
A antimatéria cria-se no universo como resultado da colisão entre partículas de alta energia, como ocorre no centro das galáxias, entretanto, não se tem detectado nenhum tipo de antimatéria como resíduo do Big Bang, coisa que ocorre com a matéria normal. A desigual distribuição entre a matéria e a antimatéria no universo tem sido, durante muito tempo, um mistério. A solução mais provável reside em certa assimetria nas propriedades dos mésons-B e suas antipartículas, os antimésons-B.
Os pósitrons e os antiprótons podem ser armazenados num dispositivo denominado, em inglês, Penning trap ("armadilha Penning"),  que usa uma combinação de campos magnéticos e elétricos. Para a criação de armadilhas que retenham átomos completos de anti-hidrogênio foram empregados campos magnéticos muito intensos, assim como temperaturas muito baixas. As primeiras destas armadilhas foram desenvolvidas pelos projetos ATRAP e ATHENA.

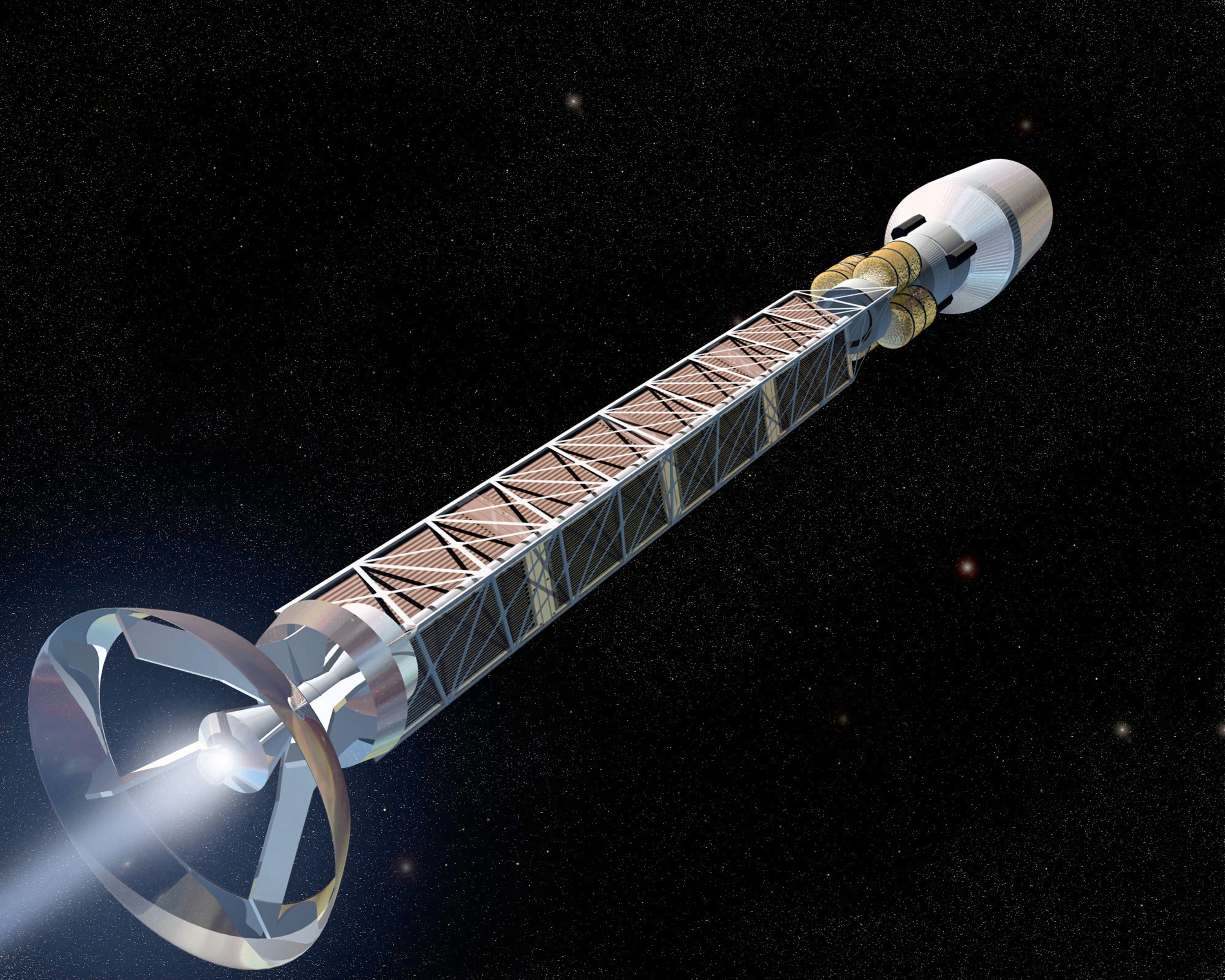
Foguete de antimatéria: astronave que, teoricamente, utilizaria antimatéria como combustível.

O símbolo que se usa para descrever uma antipartícula é o mesmo símbolo da partícula normal, porém com um traço sobre o símbolo. Por exemplo, o antipróton é simbolizado como:  
{\displaystyle ({\bar {\mbox{p}}})}.
As reações entre matéria e antimatéria tem aplicações práticas na medicina como, por exemplo, na tomografia por emissão de pósitrons (PET).
As colisões entre matéria e antimatéria convertem toda a massa possível das partículas em energia. Esta quantidade é muito maior que a energia química ou mesmo a energia nuclear que se podem obter atualmente através de reações químicas, fissão ou mesmo fusão nuclear. A reação de 1 kg de antimatéria com 1 kg de matéria produziria 1.8×1017 J de energia (segundo a equação E=mc²). Em contraste, queimar 1 kg de petróleo produziria 4.2×107 J, e a fusão nuclear de 1 kg de hidrogênio produziria 2.6×1015 J.
A escassez de antimatéria significa que não existe uma disponibilidade imediata para ser usada como combustível. Gerar somente um antipróton é imensamente difícil e requer aceleradores de partículas, assim como imensas quantidades de energia (muito maior do que a obtida pelo aniquilamento do antipróton), devido à ineficiência do processo. Os métodos conhecidos para produzir antimatéria também produzem uma quantidade igual de matéria normal, de forma que o limite teórico do processo é a metade da energia administrada se converter em antimatéria. Inversamente, quando a antimatéria é aniquilada com a matéria ordinária, a energia emitida é o dobro da massa de antimatéria, de forma que o armazenamento de energia na forma de antimatéria poderia apresentar (em teoria) uma eficiência de 100%. 
Na atualidade, a produção de antimatéria é muito limitada, porém tem aumentado em progressão geométrica desde o descobrimento do primeiro antipróton em 1995. A taxa atual de produção de antimatéria é entre 1 e 10 nanogramas por ano, esperando-se um incremento substancial com as novas instalações do CERN e da Fermilab.  
Considerando as partículas mais elementares que se conhecem atualmente: Lépton (Elétron, Elétron-neutrino, Múon, múon-neutrino, Tau e Tau-neutrino), Quarks (Up, Down, Charm, Strange, Top e Bottom) e Bósons (Fótons, Glúons, Bósons vetoriais mediadores e grávitons), podemos dizer que para cada uma delas, existe uma antipartícula, com massa igual porém com carga elétrica e momento magnético inverso. Elas dão origem ao antielétron (chamado também de pósitron), ao antipróton e ao antinêutron - a antimatéria, portanto.

## A teoria
A teoria mais aceita para a origem do Universo é a do Big Bang que diz que tudo se iniciou numa grande explosão. Nos primeiros instantes o universo não era constituído por matéria, mas sim por energia sob forma de radiação. O universo então passou a expandir-se e, consequentemente, a esfriar. Pares de partícula-antipartícula eram criados e aniquilados em grande quantidade. Com a queda de temperatura a matéria pôde começar a formar hádrons, assim como a antimatéria a formar anti-hádrons, pois matéria e antimatéria foram geradas em quantidades iguais. Atualmente, no entanto, parece que vivemos em um universo onde só há matéria.

Na esquerda: Partículas (elétron, próton, nêutron).
Na direita: Antipartículas (pósitron, antipróton, antinêutron).

Na realidade, já é estranho que o universo exista[carece de fontes?], pois, quando a matéria e a antimatéria se encontram, o processo inverso da criação ocorre, ou seja, elas anulam-se gerando apenas energia nesse processo. Seria altamente provável[carece de fontes?], portanto, que logo após terem sido criadas, partículas e antipartículas se anulassem, impedindo que corpos mais complexos como hádrons, átomos, moléculas, minerais e seres vivos pudessem formar-se[carece de fontes?]. Acredita-se[carece de fontes?] que esse processo de geração e aniquilação realmente ocorreu para quase toda a matéria criada durante o início da expansão do universo, mas o simples fato de existirmos indica que ao menos uma pequena fração de matéria escapou a esse extermínio precoce[carece de fontes?].
É possível que algum processo, de origem desconhecida, tenha provocado uma separação entre a matéria e a antimatéria. Neste caso existiriam regiões do universo em que a antimatéria e não a matéria seria mais abundante[carece de fontes?]. Planejam-se algumas experiências no espaço para procurar essas regiões. No entanto, como até hoje não se conhece um processo capaz de gerar tal separação[carece de fontes?], a maioria dos cientistas não acredita nessa hipótese[carece de fontes?].
Por outro lado, existe a possibilidade de que a natureza trate de forma ligeiramente diferente a matéria e a antimatéria. Se isto for verdade, seria possível que uma pequena fração da matéria inicialmente gerada tenha sobrevivido e formado o universo conhecido hoje. Há resultados experimentais e teóricos que apontam nesta direção.[carece de fontes?]

## Experimentos
Experimentos para a produção artificial de antimatéria e seu armazenamento por períodos relativamente longos de tempo vem sendo tentados por cientistas nos últimos anos.
Em setembro de 2010, a equipe internacional ALPHA do CERN (a qual inclui pesquisadores de diversos países, incluindo os brasileiros Cláudio Lenz Cesar e Daniel de Miranda Silveira) anunciou que conseguiu pela primeira vez capturar átomos de antimatéria. Foram aprisionados 38 átomos de anti-hidrogênio no "tanque de antimatéria" criado pelos cientistas, cada um deles ficando retido por mais de um décimo de segundo.
Em junho de 2011, a mesma equipe ALPHA anunciou um novo recorde, ao aprisionar átomos de antimatéria por 1000 segundos (mais de 16 minutos e 35 segundos).
Em março de 2012, a equipe ALPHA anunciou que conseguiu pela primeira vez efetuar medições de propriedades de átomos de antimatéria.
Em dezembro de 2016, a equipe ALPHA, contando com a participação de pesquisadores brasileiros, publicou na revista Nature o resultado do primeiro experimento em que conseguiram fazer átomos de anti-hidrogênio interagir com raios laser, podendo fazer pela primeira vez a espectroscopia da antimatéria, e chegando a conclusão de que o espectro da antimatéria não é diferente do espectro da matéria convencional. 

## Produção natural
Os pósitrons são produzidos naturalmente na decomposição β+  de isótopos radioativos de ocorrência natural (por exemplo, potássio-40) e nas interações dos fótons gama (emitidos pelos núcleos radioativos) com a matéria. Antineutrinos são outro tipo de antipartícula criada pela radioatividade natural (decaimento β−). Muitos tipos diferentes de antipartículas também são produzidos por (e contidos em) raios cósmicos. Em janeiro de 2011, a pesquisa feita pela Sociedade Astronômica Americana descobriu a antimatéria (pósitrons) originado acima das nuvens de tempestade; os pósitrons são produzidos em flashes de raios gama criados por elétrons acelerados por campos elétricos fortes nas nuvens. Antiprótons também foram encontrados no Van Allen Belts em torno da Terra pelo módulo PAMELA.
As antipartículas também são produzidas em qualquer ambiente com uma temperatura suficientemente alta (energia de partícula média maior do que o limiar de produção de pares). Durante o período da bariogénese, quando o universo era extremamente quente e denso, a matéria e a antimatéria eram continuamente produzidas e aniquiladas. A presença de matéria remanescente e a ausência de antimatéria detectável restante , também chamada assimetria de bárion, é atribuída a CP-violação: uma violação da simetria CP relacionando matéria a antimatéria. O mecanismo exato dessa violação durante a bariogénese permanece um mistério.
Observações recentes indicam que buracos negros e estrelas de nêutrons produzem vastas quantidades de plasma de elétrons pósitrons através dos jatos. Um processo possível é: próton → pósitron + 938 MeV.

## Usos

### Medicina
As reações matéria-antimatéria têm aplicações práticas na área de imagens médicas, como a tomografia por emissão de pósitrons (PET). Na desintegração beta positiva, um nuclídeo perde o excesso de carga positiva ao emitir um pósitron (no mesmo caso, um próton se torna um nêutron e um neutrino também é emitido). Nuclídeos com excesso de carga positiva são facilmente feitos em um ciclotron e são amplamente gerados para uso médico. Antiprótons também foram mostrados dentro de experimentos de laboratório como tendo o potencial para tratar certos tipos de câncer, em um método semelhante atualmente usado para a terapia de íons (prótons).

### Combustível
A antimatéria isolada e armazenada poderia ser usada como combustível para viagens interplanetárias ou interestelares como parte de uma propulsão de pulso nuclear catalisada por antimatéria ou outros foguetes de antimatéria, como o foguete de Redshift. Uma vez que a densidade de energia da antimatéria é maior do que a dos combustíveis convencionais, uma nave espacial alimentada com antimatéria teria uma relação impulso-peso maior do que uma espaçonave convencional.
Se as colisões matéria-antimatéria resultassem apenas na emissão de fótons, toda a massa restante das partículas seria convertida em energia cinética. A energia por unidade de massa (9×1016 J/kg) é cerca de 10 ordens de magnitude maior do que as energias químicas, e cerca de 3 ordens de magnitude maior que a energia potencial nuclear que pode ser liberada, hoje, usando a fissão nuclear (cerca de 200 MeV por reação de fissão ou 8×1013 J/kg) e cerca de 2 ordens de magnitude superiores aos melhores resultados possíveis esperados da fusão (cerca de 6.3×1014 J/kg para a cadeia próton-próton). A reação de 1 kg de antimatéria com 1 kg de matéria produziria  1.8×1017 J (180 petajoules) de energia (pela fórmula de equivalência massa-energia, E = mc2), ou o equivalente bruto de 43 megatons de TNT - um pouco menor do que o rendimento da bomba Tsar de 27.000 kg, a maior arma termonuclear jamais detonada.
Nem toda essa energia pode ser utilizada por qualquer tecnologia de propulsão realista por causa da natureza dos produtos de aniquilação. Embora as reações de elétron-pósitron resultem em fótons de raios gama, estes são difíceis de direcionar e usar para empuxo. Nas reações entre prótons e antiprótons, sua energia é convertida em pions relativistas neutros e carregados. Os pions neutros decaem quase imediatamente (com uma meia-vida de 84 attosegundos) em fótons de alta energia, mas os píons carregados decaem mais lentamente (com uma meia-vida de 26 nanossegundos) e podem ser desviados magneticamente para produzir empuxo.
Note que os píons carregados acabam por decompor-se numa combinação de neutrinos (que transportam cerca de 22% da energia dos píons carregados) e muão carregados instáveis (transportando cerca de 78% da energia píon carregada), com os muões então decadentes em uma combinação de elétrons, pósitrons e neutrinos, os neutrinos deste decaimento carregam cerca de 2/3 da energia dos muões, o que significa que a partir dos picos originais carregados, a fração total de sua energia convertida em neutrinos por uma ou outra rota é cerca de 0.22 + (2/3)⋅0.78 = 0.74).

### Armas
A antimatéria tem sido considerada como um mecanismo desencadeador de armas nucleares. Um grande obstáculo é a dificuldade de produzir antimatéria em quantidades suficientemente grandes, e não há evidência de que seja possível. No entanto, a Força Aérea dos EUA financiou estudos sobre a física da antimatéria na Guerra Fria e começou a considerar seu possível uso em armas, não apenas como um gatilho, mas como o próprio explosivo.